# Jobbunion
Jobbunion, också benämnt sysselsättningsunion, ett begrepp som den svenska regeringen ledd av Ingvar Carlsson myntade inför EU-toppmötet i Cannes 1995. Processen ledde fram till att detta begrepp blev en realitet som skrevs in i Amsterdamfördraget 1997.[källa behövs] Medlemsstaterna enades om att också främjandet av sysselsättningen ska vara ett gemensamt och övergripande ansvar för Europeiska unionen. Infogandet av jobbunionen i EU:s fördrag kom till starkt uppbackat bland annat av Europafacket.[källa behövs]
| Europeiska flaggan | EU-portalen – temasidan för Europeiska unionen på svenskspråkiga Wikipedia. |